# Palting
Palting est une commune autrichienne du district de Braunau am Inn en Haute-Autriche.

## Géographie
Localités de Palting :
- Bergham
- Brandstätt
- Bruck
- Dietersham
- Eidenham
- Fischerjuden
- Guggenberg
- Heming
- Hiltenwiesen
- Imsee
- Macking
- Mödenham
- Mundenham
- Neckreith
- Palting
- Rutzing
- Singham
- Stockham
- Unteröd
- Weikertsham